# 名探偵なんかじゃない! 〜高校生探偵バトルロイヤル〜
『名探偵なんかじゃない！〜高校生探偵バトルロイヤル〜』（めいたんていなんかじゃない！〜こうこうせいたんていバトルロイヤル〜）は、森田俊平による日本の漫画作品。『月刊ドラゴンエイジ』（KADOKAWA）にて、2021年4月号から2022年5月号まで第一部が連載された。
2021年9月、単行本第1巻が発売された際には本作のCMをYouTubeのKADOKAWAオフィシャルチャンネルにて公開。

## 登場人物
皇 アキラ（すめらぎ アキラ）
声 - 小野友樹
来栖高校2年1組、誕生日3月3日、身長174センチメートル。
本作の主人公。4年ぶりに日本に帰国したら有名な高校生探偵「皇 アキラ」に間違えれ、さまざまな謎や事件に巻き込まれる。
黒月 姫子（くろつき ひめこ）
来栖高校2年1組、誕生日8月1日、身長158センチメートル。
アキラのクラスメイトの高校生探偵。ツンデレ。
悪杉 小虎（わるすぎ ことら）
暴力で事件を解決する、ヤンキー高校生探偵。
金剛寺 兎羽（こんごうじ とわ）
年商5兆円を超える大企業のお嬢様高校生探偵。
橘 紅葉（たちばな もみじ）
双子の高校生探偵の姉。クールビューティで30万のSNSのフォロワー持つ。ドジっ子属性がある。「次に来る高校生探偵」に選ばれた次世代高校生探偵の兄妹。無知無能の姉が楓の推理を大きな声でドヤ顔で発表する。アキラに会いたいがために探偵になった。
橘 楓（たちばな かえで）
双子の高校生探偵の弟。IQ160の天才、謎は楓が推理する。姉の不幸を撮影しそれをSNSに投稿している。
神川 ゆい（かみかわ ゆい）
宇宙一かわいい高校生探偵。私立土井高校の3年生。高校生しか参加できない「探偵グランプリ」で優勝するために高校を留年している、そのため年齢は成人を超えている。作中では5回目の出場になる。
大木 和（おおき なごみ）
私立土井高校の3年生の高校生探偵。ゆいの相方。小学生から無遅刻無欠席の優等生だが、頭が悪いため高校を留年している。
白石 晶（しらいし あきら）
アキラの小学校時代のクラスメイト。

### 来栖高校の生徒
山田 加奈子（やまだ かなこ）
文芸部副部長。
反町 ポイズン（そりまち ポイズン）
文芸部兼スピードラ●ニング部の部員。モヒカン頭。橘 紅葉のSNSをフォローしたり毎朝紅葉のいる方角に向かって祈りを捧げるほどの大ファンである。

## 書誌情報
- 森田俊平『名探偵なんかじゃない! 〜高校生探偵バトルロイヤル〜』 KADOKAWA 〈ドラゴンコミックスエイジ〉、全2巻
  1. 2021年9月9日発売[1][5]、ISBN 978-4-04-074236-6
  2. 2022年6月9日発売[6]、ISBN 978-4-04-074558-9